# Flora Ogilvy
Flora Alexandra Ogilvy (nascida em 15 de dezembro de 1994 em Edimburgo), em raros casos Flora Vesterberg (após o casamento) ou ainda como Flora Ogilvy-Vesterberg, é uma aristocrata britânica e membro de nascimento da Casa de Windsor. 
Ela é a primeira nascida do casamento de James Ogilvy e sua esposa Julia Caroline Rawlinson-Ogilvy, sendo uma neta da princesa Alexandra de Kent, bisneta do príncipe Jorge do Reino Unido, Duque de Kent e tataraneta do rei Jorge V do Reino Unido, a rainha consorte Maria de Teck, o príncipe Nicolau da Grécia e Dinamarca e a Helena Vladimirovna da Rússia
Em janeiro de 2025, ocupava o 61.° lugar na linha de sucessão ao trono britânico, ficando atrás do seu irmão varão mais novo Alexander Ogilvy (nascido em 1996). 

## Nascimento e criação
Ela nasceu em 15 de dezembro de 1994 na cidade de Edimburgo, na Escócia. Ela passou os primeiros anos de sua vida na região escocesa de Fife.
Ela recebeu os nomes de Flora Alexandra Ogilvy, sendo o seu segundo nome uma homenagem à princesa Alexandra de Kent.

## Ligação com a Casa de Windsor
Por sua ligação direta com a Casa de Windsor, ela é uma descendente direta de nomes ilustres como: a princesa Marina da Grécia e Dinamarca, o príncipe Nicolau da Grécia e Dinamarca e a a nascida grã-duquesa Helena Vladimirovna da Rússia, o grão-duque Vladimir Alexandrovich da Rússia e inclusive o czar Alexandre II da Rússia e a czarina consorte Maria Alexandrovna (Maria de Hesse e Reno).
Ela é uma prima do atual rei reinante Carlos III do Reino Unido.

## Educação
Frequentou a Rugby School em Warwickshire e depois se formou em história da arte na University of Bristol.

## Carreira profissional
Ela trabalhava nas casas de leilão da "Sotheby's" e a "Christie's" e na casa de moda "Burberry".
Em 2015, ela fundou a plataforma de arte digital "Arteviste", que lida promovendo crianças e adolescentes artistas.
Ogilvy escreve para a revista "Suitcase", ela também foi editora artística da revista masculina de luxo "The Gentleman's Journal".

## Deveres reais
Apesar de ser um membro da Casa de Windsor, ele não desempenha nenhuma função oficial para o Governo do Reino Unido e nem recebe um salário mensal. Mas muitas vezes aparece em público em certas funções oficiais, acompanhando a sua avó paterna, a princesa Alexandra de Kent em seus compromissos oficiais públicos. Ela é convidada para celebrações familiares, como festas de gala, aniversários, casamentos e batizados, bem como a varanda do Palácio de Buckingham durante a celebração da parada militar do Trooping the Colour anualmente.

## Casamento
Em 26 de setembro de 2020, casou-se com o ex-jogador de hóquei sueco Timothy Vesterberg na capela real do Palácio de St. James, na cidade de Londres. Na cerimônia, usou um vestido minimalista da estilista Emilia Wickstead. Logo após o casamento, passou a usar e assinar em maior vezes como "Flora Vesterberg". Mas na mídia internacional, ainda é mais referida apenas como Flora Ogilvy (o seu nome de nascimento).
Em raros casos é referida na mídia de forma não oficial com o nome de "Flora Ogilvy-Vesterberg", juntando o seu sobrenome de nascimento e o sobrenome do seu marido.

## Títulos
- 15 de dezembro de 1994 - 26 de setembro de 2020: Senhorita Flora Alexandra Ogilvy
- 26 de setembro de 2020 - presente: Flora Alexandra Vesterberg

### Neta de Princesa do Reino Unido
Mesmo sendo neta de sangue da princesa Alexandra de Kent, que é uma legítima princesa do Reino Unido desde o nascimento, Flora (assim como o seu pai Jaime), não detém o título de Princesa Britânica. Isso por que os títulos da família real britânica, são passados automaticamente de pai para filhos e filhas, dessa forma Alexandra não "transmitiu" os seus títulos ao filho Jaime, e assim não pode passar algum título para a filha Flora.

No entanto, a Flora não é a única neta de uma verdadeira princesa britânica, que não tem títulos reais e nem títulos nobiliárquicos, o Peter Phillips e a Zara Tindall, os dois filhos da princesa Anne, Princesa Real do Reino Unido (filha da atual rainha reinante Elizabeth II do Reino Unido) também não carregam títulos.